# Daniel Sarmiento
Pour les articles homonymes, voir Sarmiento.

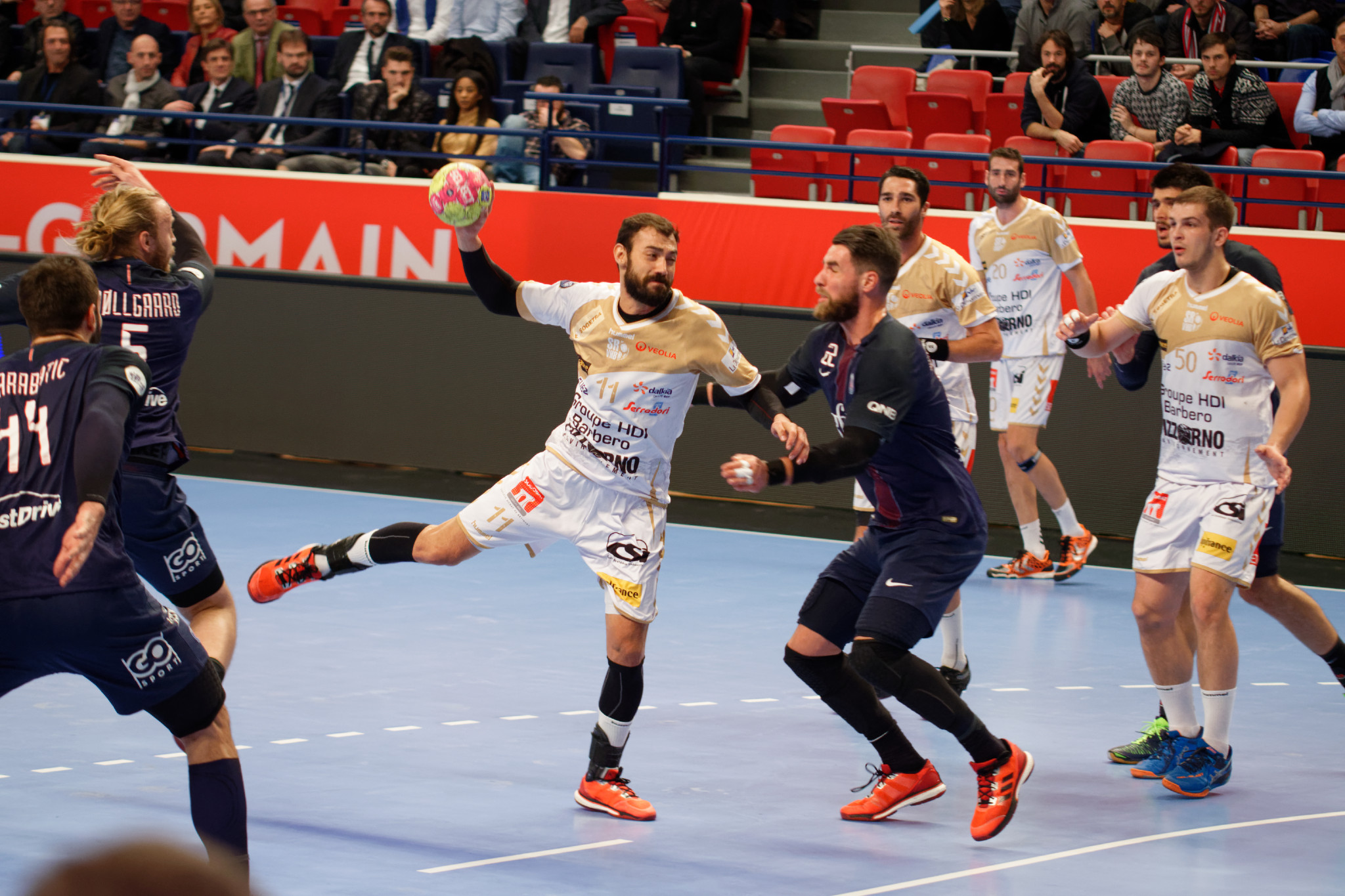
Daniel Sarmiento au tir avec Saint-Raphaël face au PSG, le 8 décembre 2016.

Daniel Sarmiento Melian, né le 25 octobre 1983 à Las Palmas de Grande Canarie, est un handballeur espagnol. Il joue au poste de demi-centre au Saint-Raphaël Var Handball et en équipe nationale d'Espagne avec laquelle il est notamment Champion du monde en 2013 puis double champion d'Europe en 2018 et 2020.

## Carrière

### En club
Sauf précision, le palmarès est acquis avec le FC Barcelone
Compétitions internationales
- Vainqueur de la Ligue des champions (2) : 2011, 2015
- Finaliste de la Coupe de l'EHF (1) : 2018 (avec Saint-Raphaël VHB),

Compétitions nationales
- Vainqueur du Championnat d'Espagne (6) : 2011, 2012, 2013, 2014 , 2015, 2016
- Vainqueur de la Coupe ASOBAL (6) : 2007 (avec CB Ademar León), 2010, 2012, 2013, 2014, 2015, 2016
- Vainqueur de la Coupe du Roi (4) : 2010, 2014, 2015 , 2016
- Vainqueur de la Supercoupe d'Espagne (4) : 2009, 2010, 2013, 2014, 2015, 2016

### En équipe nationale
Championnats du monde
- Médaillé d'or au Championnat du monde 2013
- 5e place au Championnat du monde 2017
- 7e place au Championnat du monde 2019
- Médaille de bronze au Championnat du monde 2021

Championnats d'Europe
- 7e place au Championnat d'Europe 2012
- Médaillé de bronze au Championnat d'Europe 2014
- Médaille d'or au Championnat d'Europe 2018
- Médaille d'or au Championnat d'Europe 2020
- Médaille d'argent au Championnat d'Europe 2022

Jeux olympiques
- 7e place aux Jeux olympiques de 2012 à Londres
- Médaille de bronze aux Jeux olympiques 2020 à Tokyo

### Distinctions individuelles
- Élu meilleur joueur du Championnat d'Espagne (1) : 2009
- Élu meilleur demi-centre du Championnat d'Espagne (2) : 2008, 2009